# Biologisk neuralt netværk
 For alternative betydninger, se Netværk.
Den menneskelige hjerne består bl.a. af nerveceller, der kaldes neuroner. Disse neuroner danner et netværk, et såkaldt biologisk neuralt netværk. Mellem neuronerne i dette netværk er der signaludveksling af elektrokemiske signaler. En neuron får input fra andre neuroner og sender selv et output som resultat ud på netværket.
Dette er en primitiv beskrivelse. Kompleksiteten i vores hjerne er enorm. Man har fundet mere end hundrede typer af neuroner i vores hjerne. Hjernens neuroner laver "spontant" forbindelser mellem neuronerne. Specielt børn mellem 0 og 5 år danner mange forbindelser og hjernen danner i hele vores liv flere forbindelser.
Man ved ikke hvordan erindringer gemmes og hvem ved – måske har forskellige mennesker forskellige måder at gemme erindringer på. Måske ligger erindringer holografisk i hjernen, man ved det ikke.

## En yderst primitiv sammenligning af hjernens neurale net og en computer
I nogle sammenligninger mellem hjernens neurale net kan følgende beregning foretages:
- Hjernen bruger omtrent 20 J/s (= 20 W). Der er milliarder af neuroner i vores hjerne; nogle estimerer at der er omkring 2×1012 neuroner. Neuroner har en responstid på cirka 10 ms – dette svarer til 100 Hz. Hjernen har i princippet en processeringskraft på 2×1014 "logiske" operationer per sekund.
- En Pentium og en PowerPC-processor bruger cirka 10-100 J/s (= 10-100 W). Til sammenligning har en PowerPC 970 processor med 64-bit databusbredde ved en frekvens på 3 GHz i omegnen af 2×1011 logiske operationer per sekund, og med den primitive sammenligning er hjernen omtrent 1000 gange hurtigere end dagens high-end PC'er.

Men denne sammenligning er unuanceret, da man faktisk ikke kender vores hjernes repræsentationsform og beregningsform. Kun ved sanseneuronerne kan man finde noget der "forstås". Længere inde i hjernen virker den plastisk i sin måde at repræsentere "noget" på.
En af vores neuroner har i snit, så vidt man har estimeret, 1.000-10.000 tværgående forbindelser til andre neuroner i et tredimensionalt net. Ingen computerchips kan håndtere så mange tværgående forbindelser. Todimensionale computerchips er små; cirka 10 mm×10 mm, hvor man i designfasen forsøger at holde antallet af tværgående forbindelser nede, da de gør delkredsløbene i processoren langsommere.